# Palotinos
La Sociedad del Apostolado Católico (en latín: Societas Apostolatus Catholici) es una sociedad de vida apostólica clerical católica, de derecho pontificio, fundada en 1835 por el sacerdote romano Vicente Pallotti. A los miembros de esta sociedad se les conoce como Padres palotinos o simplemente palotinos y posponen a sus nombres las siglas: S.A.C.

## Historia

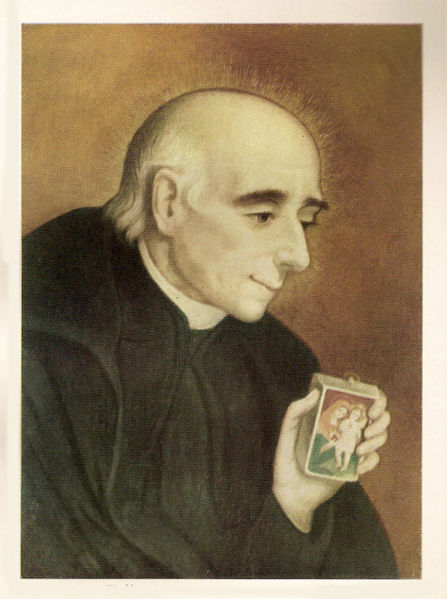
Vicente Pallotti (1795-1850), fundador de la Sociedad del Apostolado Católico.

El sacerdote romano Vicente Pallotti, al ver la ignorancia y la indiferencia religiosa del pueblo, se dedicó a la formación de niños y adolescentes en el oratorio de Santa María del Llanto, en Ponte Rotto (Roma), instituyó una escuela agraria en la iglesia de Santa María de los Ángeles, además de otros centros de formación para personas provenientes de la clase obrera, y tomó cuidado de la dirección espiritual de los cuarteles y del hospital militar. Para una obra tan grande, necesitó de colaboradores. Para ello, fundó una sociedad de apostolado, junto a otros sacerdotes, Raffaele Melia, Efisio Marghinotti, Giovanni Allemand, se radicaron en la iglesia del Espíritu Santo de los Napolitanos en Via Julia.  aprobación del cardenal Carlo Odescalchi, del 4 de abril de 1835, con el nombre de Sociedad del Apostolado Católico.
El 11 de julio de 1839 la sociedad recibió una primera aprobación pontifica y en 1844, se fundó la primera comunidad de sacerdotes de la sociedad fuera de Roma, en Londres. Ese mismo año, la sede general se trasladó a la iglesia de San Salvador en Onda. La aprobación pontificia definitiva la recibieron de Pío X en 1904. Las Constituciones fueron aprobadas en 1910.
Los palotinos se encuentran entre los precursores de la acción católica, por sus esfuerzos en fomentar el apostolado de los laicos en la Iglesia.

## Familia palotina
Vicente Pallotti fundó además de la Sociedad del Apostolado Católico, en 1838, una rama femenina, las Religiosas del Apostolado Católico y una asociación de laicos, reconocida como Unión del Apostolado Católico por el Pontificio Consejo para los laicos. A ellos se suman las Misioneras del Apostolado Católico fundadas en 1901, en Alemania, para las misiones en Camerún. Ellos forman la llamada Familia Palotina
Otras congregaciones religiosas e institutos seculares se inspiran en la obra de Vicente Pallotti o fueron fundadas por palotinos, tales como el Movimiento apostólico de Schönstatt, iniciado por un grupo de padres y seminaristas de la sociedad.

## Actividades y presencias
La Sociedad del Apostolado Católico convoca a sacerdotes, hermanos y laicos para establecer un compromiso común de vivir y propagar juntos el evangelio de Jesucristo. Un ejemplo de su trabajo es la Misión Palotina de Camerún establecida en 1890 en la entonces colonia del Imperio alemán.
En 2011, la sociedad contaba con unos 2379 miembros, de los cuales 1648 sacerdotes, y 384 casas, presentes en Alemania, Argentina, Australia, Brasil, Camerún,Colombia, Costa de Marfil, Estados Unidos, India, Irlanda, Italia, Francia, Polonia, Ruanda, Suiza y Uruguay. La curia general se encuentra en Roma y su actual Rector general es el sacerdote indio Jacob Nampudakam.

## Palotinos ilustres

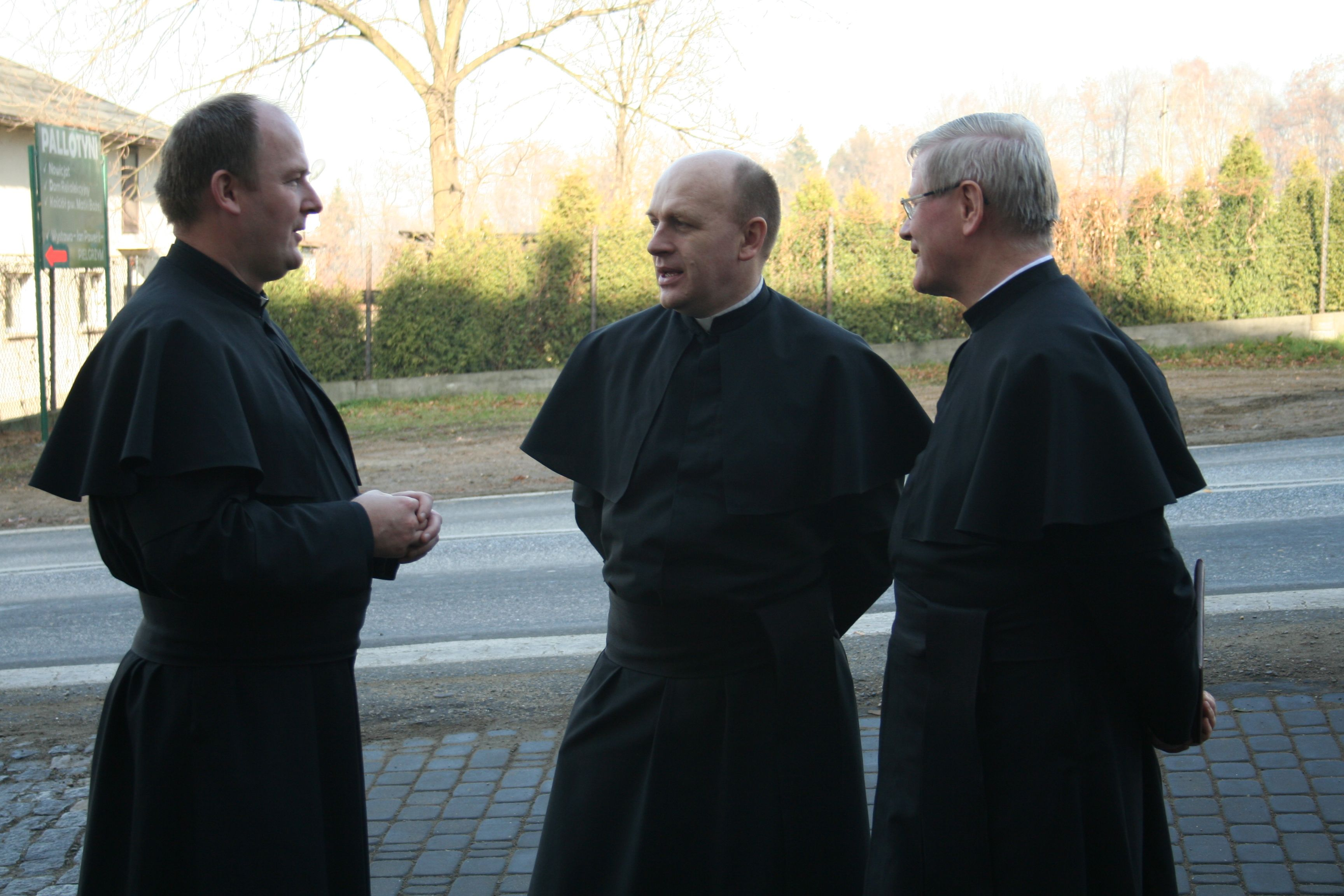
Padres Palotinos.

### Santoral
- Vicente Pallotti (1795-1850), santo, fundador de la Sociedad del Apostolado Católico y de la Familia Palotina.
- Józef Stanek (1916-1944), beato, sacerdote polaco mártir, durante la II Guerra Mundial, murió en el campo de concentración de Auschwitz. Fue beatificado por el papa Juan Pablo II el 13 de junio de 1999, junto a 108 mártires de la Guerra.[7]
- Józef Jankowski (1910-1941), beato, sacerdote polaco mártir durante la II Guerra Mundial, beatificado por el papa Juan Pablo II el 13 de junio de 1999, en el mismo grupo de Stanek.[8]
- Richard Henkes (1900-1945), beato, sacerdote alemán, mártir durante la II Guerra Mundial, murió en el Campo de concentración de Dachau. En 2019 fue beatificado.
- José Kentenich (1885-1968), siervo de Dios, sacerdote alemán, fundador del Movimiento Apostólico de Schoenstatt. Fue detenido por la Gestapo y logró sobrevivir a los campos de concentración nazis.[9]
- Alfredo Leaden, Alfredo Kelly, Pedro Duffau (sacerdotes), Salvador Barbeito y Emilio Barletti (seminaristas), siervos de Dios, mártires en Argentina, acribillados en 1976, en la iglesia de San Patricio, durante la dictadura militar llamada Proceso de Reorganización Nacional (1976-1983). El hecho es conocido como la Masacre de San Patricio. En 2006 el cardenal Jorge Mario Bergoglio inició los trámites para la canonización.[10]

### Otros palotinos famosos
- George Mary Searle (1839-1918), astrónomo y sacerdote estadounidense, descubridor de seis galaxias.